# Ciperozea
Ciperozea es un género de foraminífero bentónico de la subfamilia Uvigerininae, de la familia Uvigerinidae, de la superfamilia Buliminoidea, del suborden Buliminina y del orden Buliminida. Su especie tipo es Siphogenerina ongleyi. Su rango cronoestratigráfico abarca desde el Rupeliense (Oligoceno medio) hasta el Tortoniense (Mioceno medio).

## Discusión
Clasificaciones previas incluían Ciperozea en el suborden Rotaliina del orden Rotaliida.

## Clasificación
Ciperozea incluye a la siguiente especie:
- Ciperozea ongleyi †